# Trillium Book Award
Der Trillium Book Award ist ein kanadischer Literaturpreis, der von der Regierung der Provinz Ontario in jedem Jahr seit 1987 vergeben wird.
Er steht Büchern in allen Genres offen: Fiktion, Sachbuch, Drama, Kinder- und Jugendbücher sowie Lyrik. Nicht in Frage kommen Anthologien, Neuausgaben, Neuauflagen und Übersetzungen. Drei Jurymitglieder für jede der beiden Landessprachen Englisch und Französisch wählen die Kandidaten aus, stellen die Shortlist zusammen und küren den Gewinner. Die Jury setzt sich aus Schriftstellern und anderen Mitgliedern der literarischen Gemeinschaft wie zum Beispiel Verlegern, Literaturwissenschaftler oder Literaturkritikern zusammen.
Kanadische Bürger und eingebürgerte Immigranten, die in Ontario über einen Zeitraum von drei der letzten fünf Jahre gewohnt und in beliebigen Ländern publiziert haben, sind mit ihren Werken wählbar. Ihren Verlagen steht es offen, die jeweiligen Titel dem Kulturministerium zur Auswahl vorzuschlagen. 1993 dehnte die Regierung von Premierminister Bob Rae den Preis auch auf eine französische Sprachkategorie aus. 2003 wurde zusätzlich zwischen einer englisch- und französischsprachigen Kategorie im Bereich der Lyrik unterschieden. Im darauffolgenden Jahr gab es zu wenige französischsprachige Kandidaten, um einen Preisträger zu küren, so dass man dazu überging, in alternierenden Jahren einen französischsprachigen Preisträger für Kinderbücher oder Lyrik auszuloben. Im Gegensatz dazu wird der Gewinner in englischer Lyrik jährlich vergeben, wohingegen bis dato kein englischsprachiger Preisträger in der Kategorie Kinderbücher vergeben wurde, da diese dem Bereich fiction award untergeordnet werden.

## Gewinner
- 1987 – Michael Ondaatje, In the Skin of a Lion
- 1988 – Timothy Findley, Stones
- 1989 – Modris Eksteins, Rites of Spring
- 1990 – Alice Munro, Friend of My Youth
- 1991 – Margaret Atwood, Wilderness Tips
- 1992 – Michael Ondaatje, The English Patient
- 1993 – Jane Urquhart, Away und Margaret Atwood, The Robber Bride
- 1994
  - Englisch – Donald Harman Akenson, Conor: A Biography of Conor Cruise O'Brien; Volume 1 Narrative
  - Französisch – Andrée Lacelle, Tant de vie s'égare
- 1995
  - Englisch – Margaret Atwood, Morning in the Burned House und Wayson Choy, The Jade Peony
  - Französisch – Maurice Henrie, Le Balcon dans le ciel
- 1996
  - Englisch – Anne Michaels, Fugitive Pieces
  - Französisch – Nancy Vickers, Le Pied de Sappho und Alain Bernard Marchand, Tintin au pays de la ferveur
- 1997
  - Englisch – Dionne Brand, Land to Light On
  - Französisch – Roger Levac, Petite Crapaude!
- 1998
  - Englisch – André Alexis, Childhood und Alice Munro, The Love of a Good Woman
  - Französisch – Daniel Poliquin, L'homme de paille und Stefan Psenak, Du chaos et de l'ordre des choses
- 1999
  - Englisch – Alistair MacLeod, No Great Mischief
  - Französisch – Andrée Christensen und Jacques Flamand, Lithochronos ou le premier vol de la pierre
- 2000
  - Englisch – Don Coles, Kurgan
  - Französisch – Didier Leclair, Toronto, je t'aime
- 2001
  - Englisch – Richard B. Wright, Clara Callan
  - Französisch – Michèle Matteau, Cognac et Porto
- 2002
  - Englisch – Austin Clarke, The Polished Hoe und Nino Ricci, Testament
  - Französisch – Michel Ouellette, Le testament du couturier und Éric Charlebois, Faux-fuyants
- 2003
  - Englisch – Thomas King, The Truth About Stories
  - Englisch (Lyrik) – Adam Sol, Crowd of Sounds
  - Französisch – Serge Denis, Social-démocratie et mouvements ouvriers and François Paré, La distance habitée
  - Französisch (Lyrik) – Angèle Bassolé-Ouédraogo, Avec tes mots
- 2004
  - Englisch – Wayson Choy, All That Matters
  - Englisch (Lyrik) – Maureen Scott Harris, Drowning Lessons
  - Französisch – Antonio D'Alfonso, Un vendredi du mois d'aout
  - Französisch (Lyrik) – In diesem Jahr wurde kein Preis vergeben, da weniger als fünf Kandidaten eingereicht wurden. Das Preisgeld wurde stattdessen genutzt, um einen Lehrstuhl für französische Lyrik zu unterstützen.
- 2005
  - Englisch – Camilla Gibb, Sweetness in the Belly
  - Englisch (Lyrik) – Kevin Connolly, drift
  - Französisch – Jean Mohsen Fahmy, L'Agonie des dieux
  - Französisch (Lyrik) – Éric Charlebois, Centrifuge
- 2006
  - Englisch – Mark Frutkin, Fabrizio's Return
  - Englisch (Lyrik) – Ken Babstock, Airstream Land Yacht
  - Französisch – Paul Savoie, Crac und Daniel Castillo Durante, La Passion des nomades
  - Französisch (Kinderbuch) – Françoise Lepage, Poupeska
- 2007
  - Englisch – Barbara Gowdy, Helpless
  - Englisch (Lyrik) – Rachel Zolf, Human Resources
  - Französisch – Pierre Raphaël Pelletier, L'Oeil de la lumière
  - Französisch (Lyrik) – Tina Charlebois, Poils lisses
- 2008
  - Englisch – Pasha Malla, The Withdrawal Method
  - Englisch (Lyrik) – Jeramy Dodds, Crabwise to the Hounds
  - Französisch – Marguerite Andersen, Le Figuier sur le toit
  - Französisch (Children’s) – Paul Prud’Homme, Les Rebuts: Hockey 2
- 2009
  - Englisch – Ian Brown, The Boy in the Moon
  - Englisch (Lyrik) – Karen Solie, Pigeon
  - Französisch – Ryad Assani-Razaki, Deux Cercles
  - Französisch (Lyrik) – Michèle Matteau, Passerelles
- 2010[1]
  - Englisch – Rabindranath Maharaj, The Amazing Absorbing Boy
  - Englisch (Lyrik) – Jeff Latosik, Tiny, Frantic, Stronger
  - Französisch – Estelle Beauchamp, Un souffle venu de loin
  - Französisch (Kinderbuch) – Daniel Marchildon, La première guerre de Toronto
- 2011[2]
  - Englisch – Phil Hall, Killdeer
  - Englisch (Lyrik) – Nick Thran, Earworm
  - Französisch – Michèle Vinet, Jeudi Novembre
  - Französisch (Lyrik) – Sonia Lamontagne, À tire d’ailes
- 2012[3]
  - Englisch – Alice Munro, Dear Life
  - Englisch (Poetry) – Matthew Tierney, Probably Inevitable
  - Französisch – Paul Savoie, Bleu bemol
  - Französisch (Kinderbuch) – Claude Forand, Un moine trop bavard